# Arcos rhodospilus
Arcos rhodospilus är en fiskart som först beskrevs av Günther, 1864.  Arcos rhodospilus ingår i släktet Arcos och familjen dubbelsugarfiskar. IUCN kategoriserar arten globalt som livskraftig. Inga underarter finns listade i Catalogue of Life.